# 法铁依·伊凡诺维奇·列斯肯
法铁依·伊凡诺维奇·列斯肯（俄语：Фотий Иванович Лескин，1913年—1970年）俄国人，俄罗斯族。曾是伊宁叛乱时的游击队领导人，后相继任东突厥斯坦国民军和中国人民解放军将领。

## 生平
列斯肯是俄国人，俄国十月革命后迁居伊犁。1940年代，在新疆公路局伊犁分局工作，任果子沟的二台公路段段长。1944年三区革命爆发时，1944年11月他组织二台地区的十多名俄罗斯人、哈萨克族青年成立二台游击队，并率游击队一部占领果子沟、二台等地。1944年12月，击退沿公路援伊宁的国军。1945年2月，率领二台游击队围攻三台的国军守军，并且和伊犁骑兵游击大队联合作战，控制了三台到五台一线。
东突厥斯坦国民军成立后，列斯肯任团长。此后又在攻克塔城、乌苏等战役中指挥得当，升任旅长。1947年10月，与达列力汗击败乌斯满，攻占阿山地区。
1949年10月，接应中国人民解放军入新疆。1949年12月，东突国民军整编为中国人民解放军第五军，列斯肯任军长，顿星云任政委。新疆省人民政府成立之初，是新疆省人民政府委员会委员。1950年1月，列斯肯加入中国共产党。列斯肯任第五军军长直到1953年。其间，1950年1月至1952年11月，列斯肯兼任伊犁军区司令员。
1953年，中国人民解放军第五军被裁撤，列斯肯迁居苏联。
20世纪50年代末，列斯肯被捕并被指控滥用职权和走私黄金，被判处15年监禁，他最终服刑5年。
1970年，列斯肯死于阿拉木图，并被苏联以军礼埋葬，并有仪仗队。
列斯肯通俄语、哈萨克语、阿拉伯语、东干语、锡伯语、鞑靼语。

## 相关文献
- Абенов, Какен. С симпатией относился к Советскому Союзу // Новое поколение. — 07.07.2006. — № 27 (423). Архивировано 29 5月 2014 года.
- Браун, Татьяна. Когда цикада выскользает из своего блестящего облачения // Казахстанская правда. — 15.04.2003. Архивировано 29 5月 2014 года.
- Волынец, Алексей. Уйгуры в «большой игре» великих держав // Русская планета. — 05.02.2014. Архивировано 29 5月 2014 года.
- Лескин, Фаттей (Фотий) Иванович // ЦентрАзия. Архивировано 29 5月 2014 года.
- Паршев А.  П., Степаков В. Н. . Неизвестные войны XX века 4000 экз. М.: Яуза, Эксмо. 2007. ISBN 978-5-699-24574-1 （俄语）.